# 阮倩
阮倩（越南语：／，1495年—1557年8月），河內人，是莫朝和黎中興朝的官員。